# 33 Polímnia
Polímnia (asteroide 33) é um asteroide da cintura principal, a 1,8977912 UA. Possui uma excentricidade de 0,3376296 e um período orbital de 1 771,38 dias (4,85 anos).
Polímnia tem uma velocidade orbital média de 17,5962046 km/s e uma inclinação de 1,87042º.
Este asteroide foi descoberto em 28 de outubro de 1854 por Jean Chacornac.
Foi batizado em honra de Polímnia, a musa grega da poesia sagrada.